# Salvatore Schillaci
Salvatore Toto Schillaci (ur. 1 grudnia 1964 w Palermo, zm. 18 września 2024 tamże) – włoski piłkarz, król strzelców Mundialu 1990 (strzelił 6 bramek w 7 meczach). Na tym turnieju zajął z reprezentacją Włoch trzecie miejsce. Zdobywca Pucharu UEFA i Pucharu Włoch z Juventusem w 1990. W reprezentacji rozegrał 16 meczów i strzelił 7 goli.

## Początek kariery
W piłkę zaczął grać w amatorskim klubie Amat Palermo. W 1982 podpisał kontrakt z FC Messina i grał w tym klubie do 1989. Następnie przeszedł do Juventusu. W Serie A zadebiutował 27 sierpnia 1989. Niespodziewanie został powołany przez selekcjonera Azeglio Viciniego do reprezentacji Włoch na Mistrzostwa Świata 1990.

## Mistrzostwa świata 1990
W pierwszym spotkaniu reprezentacji Włoch, z Austrią, Schillaci wszedł na boisko jako rezerwowy i zdobył jedynego gola w meczu. W następnym spotkaniu, z USA, także wybiegł na murawę jako rezerwowy. Dopiero w ostatnim grupowym meczu z Czechosłowacją wszedł w podstawowym składzie i strzelił kolejnego gola.
W fazie pucharowej zarówno w 1/8 finału (z Urugwajem), jak i w ćwierćfinale (z Irlandią) zdobył gola decydującego o wyniku meczu.
W półfinale, w meczu z Argentyną, Schillaci także strzelił gola, ale mecz zakończył się wynikiem 1-1 i Argentyna po konkursie rzutów karnych awansowała do finału.
W meczu o trzecie miejsce znowu strzelił gola (Włosi wygrali z Anglikami 2-1) i z sześcioma bramkami na koncie został królem strzelców turnieju.

## Dalsza kariera
Po mundialu Schillaci grał w Juventusie jeszcze przez dwa lata, a następnie przeniósł się do Interu Mediolan. W 1994 wyjechał do Japonii, aby grać w Júbilo Iwata. Był pierwszym Włochem, który zagrał w J-League.
Zakończył karierę w 1999. Później mieszkał w Palermo, gdzie prowadził własną szkółkę piłkarską. Wziął też udział w L’Isola dei Famosi, włoskiej edycji programu Survivor.